# Campbell County (Wyoming)
Campbell County je okres na západě státu Wyoming v USA. K roku 2010 zde žilo 46 133 obyvatel. Správním městem okresu je Gillette. Celková rozloha okresu činí 12 437 km². Na severu sousedí se státem Montana.

## Sousední okresy
| Růžice kompasu |                                | Powder River County (MT)  |                            | Růžice kompasu |
| Růžice kompasu | Sheridan County Johnson County | Sever                     | Weston County Crook County | Růžice kompasu |
| Růžice kompasu | Sheridan County Johnson County | Campbell County (Wyoming) | Weston County Crook County | Růžice kompasu |
| Růžice kompasu | Sheridan County Johnson County | Jih                       | Weston County Crook County | Růžice kompasu |
| Růžice kompasu | Converse County                |                           |                            | Růžice kompasu |